# Kontakion
Das Kontakion (κοντάκιον, auch κονδάκιον) bezeichnet neben dem Troparion und Kanon eine der frühen Hymnenformen. In diesem vielstrophigen Gebilde folgen nach einer Eingangsstrophe (Kubuklion oder κουκούλιον, Kukulion) 20 bis 40 gleich aufgebaute Strophen (die sogenannten οἶκοι, oikoi, Häuser). Nach dem Vorbild von Ephräm im 4. Jahrhundert wurden diese vorwiegend von Sophronios von Jerusalem, Sergios von Byzanz und dem heiligen Romanos Melodos im 6. Jahrhundert gedichtet und gesungen.
Der Kondakion-Strophe folgt auch der Ikos.